# ЭС-720/719
ЭС-720/719 — тип экспериментальных вагонов метрополитена с асинхронным тяговым приводом, созданный на базе типа 81-717/714. Вагоны модели ЭС-720 — моторные головные, ЭС-719 — моторные промежуточные.
Всего был выпущен один трёхвагонный состав данного типа, который поступил в Ленинградский (Петербургский) метрополитен. Из-за сбоев в работе опытных тяговых преобразователей вагоны в пассажирскую эксплуатацию не поступали и после завершения испытаний были переоборудованы в обычные 81-540/541.

## История
В конце 1980-х годов в СССР велись работы по созданию вагонов метрополитена с асинхронным тяговым приводом. За основу были взяты широко выпускаемые в то время вагоны типа 81-717/714.
Широко распространённые в то время в вагоностроении коллекторные тяговые электродвигатели (ТЭД) и реостатно-контакторная система управления сильно упрощали конструкцию вагонов. Однако, силовое вагонное оборудование требовало частого обслуживания. Кроме того, при включении тяги значительная часть потребляемой вагоном энергии из сети рассеивалась в тепло на пусковых реостатах. По этой причине для повышения экономичности новых вагонов и облегчения их обслуживания были принято решение о разработке нового подвижного состава с асинхронным тяговым приводом.
Работы по созданию электровагонов с асинхронным тяговым приводом велись одновременно на Мытищинском машиностроительном заводе (81-720/721) и Ленинградском вагоностроительном заводе им. Егорова. В 1989 году на ЛВЗ построили опытный трёхвагонный состав, получивший обозначение ЭС-720/719.

## Конструкция
Конструкция опытных вагонов ЭС-720/719 во многом схожа с конструкцией вагонов 81-717/714. Отличия заключались главным образом в электрооборудовании.

### Кузов
Кузова вагонов ЭС-720/719 почти полностью повторяют кузова вагонов 81-717.5/714.5. Главное различие заключалось в отсутствии на крышах вагонов большей части привычных вентиляционных «черпаков»: их место заняли тормозные реостаты, для которых не стало хватать места под кузовом вагона из-за размещения нового электрооборудования. Вагоны получили новую схему окраски: цвет основной части кузова стал более ярким и светло-синим, а маски кабины, двери и крыша были полностью окрашены в светло-серый цвет. Также изменилось расположение фар на лобовой части кабины.

### Тележки
Конструкция тележек двух опытных вагонов принципиально не отличалась от серийных. Один из головных вагонов был оборудован новыми тележками с гнутым поясом и центральным пневмоподвешиванием.
Каждая тележка была оборудована двумя асинхронными тяговыми электродвигателями ДК-170, каждый из которых приводил в движение свою колёсную пару через понижающую зубчатую передачу (редуктор).

### Электрооборудование
Каждый опытный вагон был оснащен двумя трёхфазными инверторами (по инвертору на тележку), построенными на базе запираемых тиристоров. Схема включения электродвигателя — треугольник.
Всё тяговое оборудования было крайне громоздким и не помещалось в подвагонном пространстве. По этой причине в торцах вагонов вместо трёхместных диванов были установлены шкафы с электрооборудованием. Тормозные реостаты из-за нехватки места под вагоном были вынесены на крышу на место черпаков.
Пульт управления в кабине машиниста был оснащён электронной системой управления и диагностики состава СМЕТ-МА.

## Испытания и дальнейшая судьба
В 1989 году после постройки опытный состав поступил в электродепо ТЧ-1 «Автово» Ленинградского метрополитена. В ходе испытаний новое оборудование часто отказывало и выходило из строя. Достаточно быстро испытания вагонов ЭС-720/719, а также работы по их доработке, были прекращены. Опытный состав продолжал стоять в депо «Автово» без надобности.
В 1996 году состав из вагонов типа ЭС-720/719 был возвращён на завод, где с него демонтировали всё опытное оборудование. В 1997 году разукомплектованные вагоны были оснащены стандартным оборудованием с присвоением вагонам типа 81-540/541 и новых номеров.
| Старый тип | Номер | Новый тип | Номер |
| ---------- | ----- | --------- | ----- |
| ЭС-720     | 8922  | 81-540    | 10225 |
| ЭС-719     | 8277  | 81-541    | 11406 |
| ЭС-720     | 8929  | 81-540    | 10226 |

К переоборудованным вагонам были достроены три промежуточных моторных вагона типа 81-541 с номерами 11405, 11427, 11428. Вернулся состав в метро в 1998 году в депо ТЧ-5 «Невское», где начал работать с пассажирами с 1999 года.
По состоянию на январь 2020 года, состав эксплуатируется в депо ТЧ-7 «Южное» и обслуживает Фрунзенско-Приморскую линию Петербургского метрополитена.